# Championnat d'Asie du Sud féminin de football 2016
Navigation
Édition précédente Népal 2019
Le 2 janvier 2016, le comité exécutif SAFF a pris la décision que l'Inde accueillerait le Championnat d'Asie du Sud féminin de football 2016 lors d'une réunion tenue à siliguri, en Inde.
Les 3 premières éditions du Championnat d'Asie du Sud féminin de football de 2010, 2012 et 2014 ont été remportés par l'équipe d'Inde.
Le tirage au sort a été effectué le 14 octobre 2016 à 8 h heure locale à Goa, en Inde. L'Inde et le Népal ont été placés dans un groupe A et B respectivement.
Le premier match aura lieu au Stade du kangchenjunga dans la ville de siliguri entre le Népal est le Bhoutan.
L'équipe du Pakistan se retire de la compétition à la suite de l'accident mortel qui a coûté la vie à la numéro 7 de l'équipe national féminine Shahlyla Baloch.

## Équipes participantes
- Inde[3]
- Népal[4]
- Bangladesh[5]
- Sri Lanka[6]
- Maldives
- Afghanistan
- Bhoutan

## Compétition

### Groupe A
| Équipe    | J | V | N | D | BM | BE | DB  | Pts |
| --------- | - | - | - | - | -- | -- | --- | --- |
| Népal     | 3 | 3 | 0 | 0 | 18 | 0  | +18 | 9   |
| Maldives  | 3 | 2 | 0 | 1 | 8  | 12 | -4  | 6   |
| Sri Lanka | 3 | 1 | 0 | 2 | 4  | 6  | -2  | 3   |
| Bhoutan   | 3 | 0 | 0 | 3 | 1  | 13 | -12 | 0   |

| 26 décembre 2016 | Népal                                                                            | 8 – 0 | Bhoutan | Stade du kangchenjunga siliguri |
|                  | Sabitra Bhandari 5e 9e 23e 35e 68e 72e · Sharmila Thapa 26e · Krishna Khatri 90e |       |         |                                 |

| 26 décembre 2016 | Maldives                                                           | 5 – 2 | Sri Lanka                                      | Stade du kangchenjunga siliguri |  |
|                  | Fadhuwa Zahir 22e 28e 55e · Aminath Shamila 65e · Mariyam Rifa 71e |       | 36e Erandi Liyanage · 45+1e Maheshika Kumudini |                                 |  |

| 28 décembre 2016 | Sri Lanka                                 | 2 – 0 | Bhoutan | Stade du kangchenjunga siliguri |
|                  | Erandi Liyanage 60e · Praveena Perera 77e |       |         |                                 |

| 28 décembre 2016 | Népal | 9 – 0 | Maldives | Stade du kangchenjunga siliguri |
|                  | Sabitra Bhandari 12e 23e 39e 50e 63e · Manjali Yonjan 52e · Sapana Lama 71e · Hira Kumari Bhujel 74e · Nirmala BK 90+3e |       |          |                                 |

| 30 décembre 2016 | Népal                        | 1 – 0 | Sri Lanka | Stade du kangchenjunga siliguri |
|                  | Rushani Gunawardana (og) 87e |       |           |                                 |

| 30 décembre 2016 | Maldives                                      | 3 – 1 | Bhoutan                | Stade du kangchenjunga siliguri |  |
|                  | Fadhuwa Zahir 18e 90+1e · Aminath Shamila 36e |       | 81e Tanka Maya Ghalley |                                 |  |

### Groupe B
| Équipe      | J | V | N | D | BM | BE | DB  | Pts |
| ----------- | - | - | - | - | -- | -- | --- | --- |
| Bangladesh  | 2 | 1 | 1 | 0 | 6  | 0  | +6  | 4   |
| Inde        | 2 | 1 | 1 | 0 | 5  | 1  | +4  | 4   |
| Afghanistan | 2 | 0 | 0 | 2 | 1  | 11 | -10 | 0   |

| 27 décembre 2016 | Inde                                                                         | 5 – 1 | Afghanistan          | Stade du kangchenjunga siliguri |  |
|                  | Kamala Devi 3e 32e · Sasmita Mallick 29e · Dangemi Grace 45+2e · Sanju 90+2e |       | 88e Muhtaz Farkhunda |                                 |  |

| 29 décembre 2016 | Bangladesh                                                 | 6 – 0 | Afghanistan | Stade du kangchenjunga siliguri |
|                  | Sabina Khatun 6e 15e 40e 44e 48e · Sirat Jahan Shwapna 82e |       |             |                                 |

| 31 décembre 2016 | Inde | 0 – 0 | Bangladesh | Stade du kangchenjunga siliguri |  |
|                  |      |       |            |                                 |  |

### Demi-finales
| 2 janvier 2017 | Inde                                                      | 3 – 1 | Népal                | Stade du kangchenjunga siliguri |  |
|                | Kamala Devi 44e · Indumati Devi 58e · Sasmita Mallick 83e |       | 75e Sabitra Bhandari |                                 |  |

| 2 janvier 2017 | Bangladesh                                                                  | 6 – 0 | Maldives | Stade du kangchenjunga siliguri |
|                | Sirat Jahan Shwapna 12e 23e 56e · Sabina Khatun 48e 58e · Nargis Khatun 52e |       |          |                                 |

### Finale
| 4 janvier 2017 | Inde                                                        | 3 – 1 | Bangladesh              | Stade du kangchenjunga siliguri |  |
|                | Dangemi Grace 12e · Sasmita Mallick 60e · Indumati Devi 70e |       | 40e Sirat Jahan Shwapna |                                 |  |

## Classement des buteurs
| 12 buts Sabitra Bhandari 7 buts Sabina Khatun 5 buts Fadhuwa Zahir Sirat Jahan Shwapna 3 buts Kamala Devi Sasmita Mallick 2 buts Erandi Liyanage Aminath Shamila Indumati Devi Dangemi Grace | 1 but Tanka Maya Ghalley Sanju Sapana Lama Sharmila Thapa Krishna Khatri Manjali Yonjan Hira Kumari Bhujel Nirmala BK Mariyam Rifa Praveena Perera Maheshika Kumudini Muhtaz Farkhunda Nargis Khatun but contre son camp Rushani Gunawardana |